# Botenamt Herkenrath
Das Botenamt Herkenrath war eines von sechs Botenämtern, in die das Amt Porz im Herzogtum Berg vom 15. bis in das 19. Jahrhundert eingeteilt war. Neben Herkenrath waren es die Botenämter Gladbach, Merheim, Odenthal (seit 1631 Pfandherrschaft der Freiherren von Wolff-Metternich), Porz und Stammheim. Daneben hatte das Botenamt Scheiderhöhe eine Sonderrolle.
Das Botenamt gehörte zum Obergericht Bensberg und war unterteilt in die Honschaften Dürscheid, Herkenrath, Immekeppel, Eschbach, Bensberg und Refrath sowie der Freiheit Bensberg.
Unter der französischen Verwaltung zwischen 1806 und 1813 wurde das Amt Porz aufgelöst und das Botenamt Herkenrath wurde politisch zur Mairie Bensberg im Kanton Bensberg im Arrondissement Mülheim am Rhein. 1816 wandelten die Preußen die Mairie zur Bürgermeisterei Bensberg im Kreis Mülheim am Rhein.